# ساموئل جی. دانیشفسکی
ساموئل جی. دانیشفسکی (انگلیسی: Samuel J. Danishefsky؛ زاده ۱۰ مارس ۱۹۳۶) یک دانشمند شیمی، اهل ایالات متحده آمریکا است. وی به‌طور همزمان در دانشگاه کلمبیا و مرکز تحقیقات مموریال فعالیت می‌کند. وی همچنین یکی از اعضای هیئت مدیره علمی در موسسه تحقیقاتی اسکریپس است.